# Tassimo

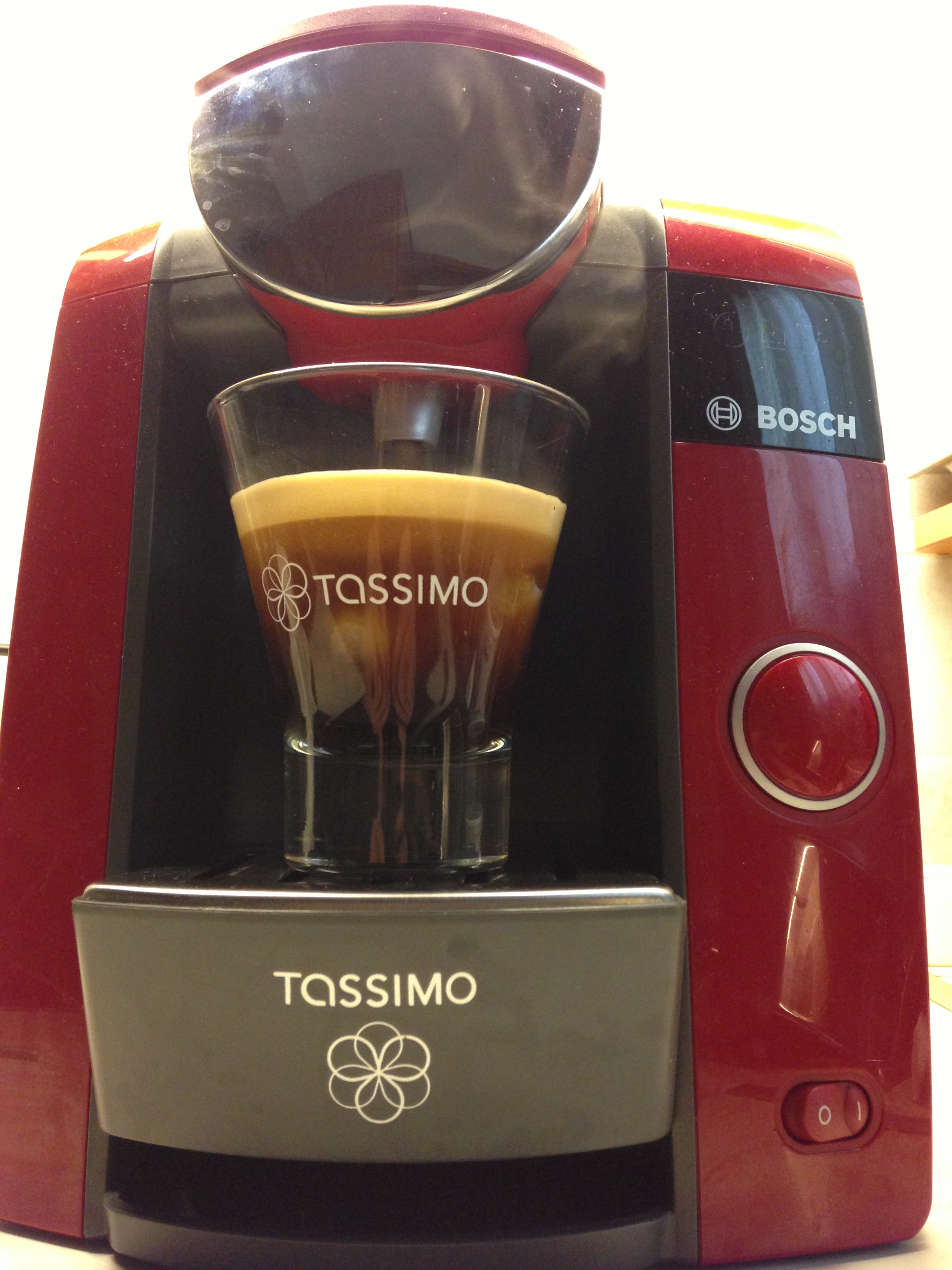
Een Tassimo-apparaat.

Het Tassimo Hot Beverage System is een koffiesysteem voor consumenten dat naargelang de ingebrachte capsules één kop gewone koffie, espresso, thee, warme chocolademelk en diverse andere warme dranken kan bereiden, zoals latte macchiato of cappuccino. Het merk is in handen van de Amerikaanse voedingsmultinational Mondelēz International. 

## Geschiedenis
Tassimo werd in 2004 voor het eerst in Frankrijk geïntroduceerd en werd na 2010 ook beschikbaar in Andorra, Oostenrijk, Canada, Tsjechië, Denemarken, Griekenland, Duitsland, Ierland, Noorwegen, Spanje, Zweden, Zwitserland, Nederland, Rusland, Polen, Portugal, Roemenië, het Verenigd Koninkrijk en de Verenigde Staten.
De machines werden oorspronkelijk ontwikkeld door Kraft Foods, gefabriceerd door Saeco en gedistribueerd door Braun. in augustus 2008 werd aangekondigd dat de nieuwe generatie Tassimo-machines door Bosch zou worden vervaardigd.
In 2012 werden na een technisch defect honderdduizenden apparaten voor herstelling teruggeroepen, nadat was gebleken dat uit sommige apparaten heet water wegspoot.

## Het Tassimo-apparaat
Deze apparaten worden gemaakt door Bosch en werken met een specifieke technologie. De machine leest de streepjescode van de ingebrachte capsule, en past aan de hand daarvan de temperatuur, de hoeveelheid water en de zettijd aan.  Het apparaat reinigt zichzelf na iedere bereiding, zodat men achtereenvolgens uiteenlopende warme dranken kan bereiden. Het apparaat hoeft ook niet van tevoren opgewarmd te worden. 

## De Tassimo-capsules

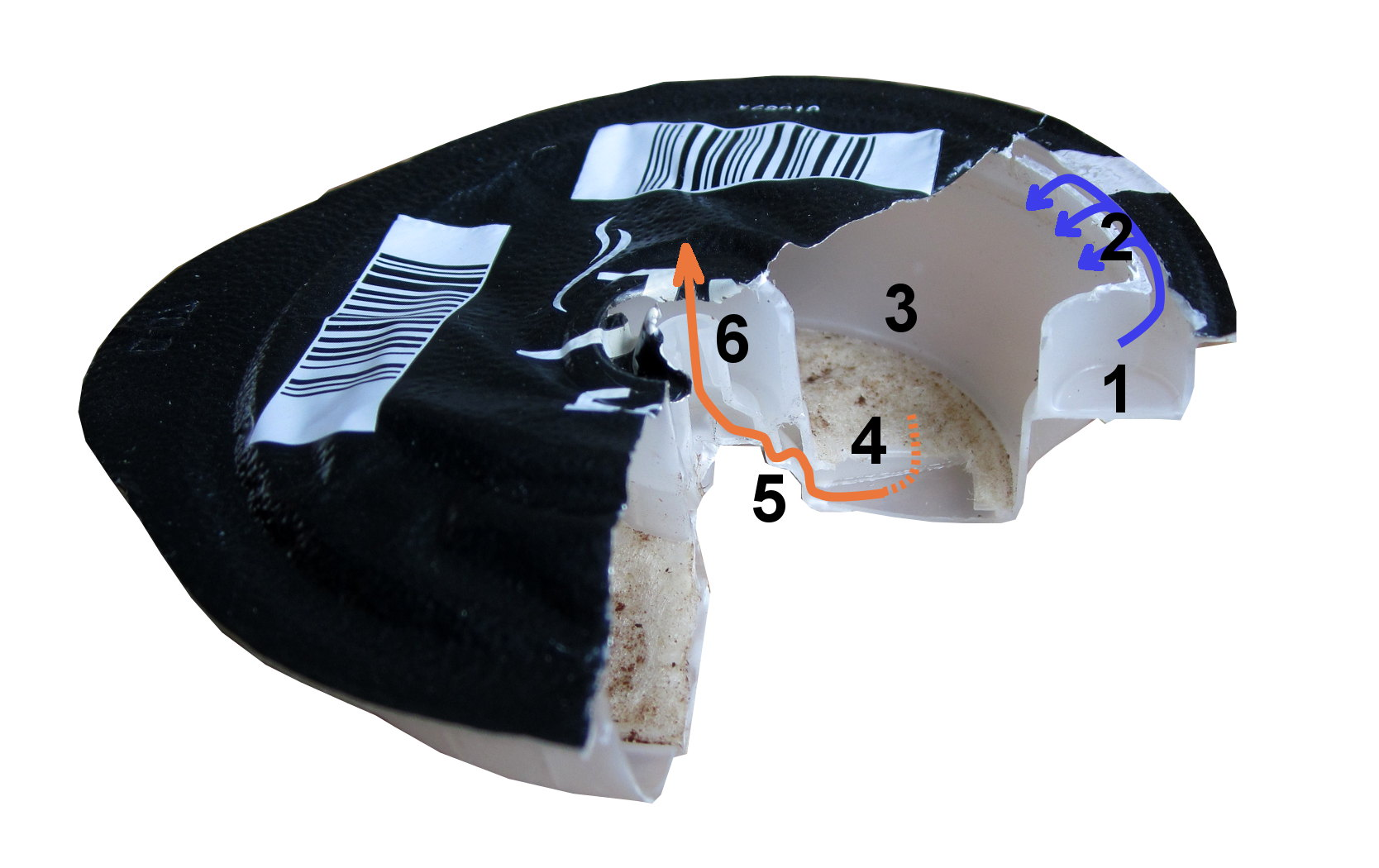
Een Tassimo-capsule: 1) waterinlaat 2) waterdistributiekanaal 3) drankmedium (gemalen koffie/melk) 4) filtervloer 5) uitlaat.

De capsules van Tassimo zijn gemaakt van hard plastic, en passen alleen in een Tassimo-koffiemachine. Elke capsule draagt een streepsjescode, die het apparaat aanstuurt. De verschillende smaken worden uitgebracht door verschillende merken van de groep, zoals Jacobs/Douwe Egberts, Milka, Cadbury, of HAG. 